# Sydney Brenner
Sydney Brenner (n. 13 ianuarie 1927, Germiston, Gauteng, Africa de Sud – d. 5 aprilie 2019, Singapore) a fost un biolog sud-african. Pentru contribuțiile sale în acest domeniu, în 2002 i s-a decernat Premiul Nobel pentru Fiziologie sau Medicină.
Părinții săi erau evrei imgrați în Africa de Sud. Tatăl său, cizmar, venise în 1910 din Lituania iar mama sa în 1922 din Letonia.
Cercetările sale s-au orientat în domeniul biologiei moleculare.
A utilizat pentru studiu Caenorhabditis elegans, un vierme nematod de pământ, de un milimetru lungime.
Prin anii 60', la Laboratorul de biologie moleculara al Consiliului de Cercetare Medicala din Marea Britanie, Sydney Brenner a inițiat proiectul de cartografiere genetică a întregului genom (cod genetic) al acestui vierme.
După 1990, Brenner începe cercetarea secvențială a genomului respectiv.